# Oisy-le-Verger
Oisy-le-Verger là một xã trong tỉnh Pas-de-Calais, vùng Hauts-de-France, Pháp.

## Địa lý
Oisy-le-Verger là một khu vực nông nghiệp có cự ly 15 dặm (24 km) về phía đông Arras, tại giao lộ của các tuyến đường D21 và D14.

## Dân số
| 1962                                                              | 1968 | 1975 | 1982 | 1990 | 1999 | 2006 |
| ----------------------------------------------------------------- | ---- | ---- | ---- | ---- | ---- | ---- |
| 1303                                                              | 1328 | 1310 | 1278 | 1301 | 1260 | 1297 |
| Số liệu điều tra dân số tính từ năm 1962, dân số chỉ tính một lần |      |      |      |      |      |      |

## Địa điểm nổi bật
- Nhà thờ St. Didier, thế kỷ 20.